# Peniophora simulans
Peniophora simulans är en svampart som beskrevs av D.A. Reid 1968. Peniophora simulans ingår i släktet Peniophora och familjen Peniophoraceae.   Inga underarter finns listade i Catalogue of Life.